# 千禧橋
千禧橋是橫跨英國倫敦的泰晤士河的一座钢桁懸索橋，连接了班克赛德和伦敦城，全長325（1,066英尺），位於南華克橋和黑衣修士鐵路橋之間，1998年始建，於2000年6月10日正式开放，只供行人行走。
橋樑的結構設計非常特殊，以兩個Ｙ行的主柱，搭配左右兩側八條鋼索以及每隔八米的橫臂去支撐固定整座橋樑，特殊的設計工法，讓行走在人行陸橋的行人視野開闊，不會被橋樑的懸索遮蔽，但也由於因為這樣的工法設計，當過多的行人同時在橋上行進產生的共振現象，讓大橋出現摇摆及振动 ，伦敦人因此给它起了一个绰号为“摇摆桥”（Wobbly Bridge）。千禧桥在第一次开放后只过了三天，当局便暂停使用。兩年後在橋樑多處加入減振器，成功解決負荷過重時的共振現象後重開。千禧橋由總部設於英國倫敦的奧雅納工程顧問設計。
大橋北侧是聖保羅大教堂，南侧是莎士比亞環球劇場、河畔画廊和泰特現代藝術館。千禧桥的位置和走向经过了特殊的选择，使得人们从泰晤士河的南岸、正对着桥梁中轴的位置，能够恰好看到圣保罗大教堂南侧立面的全景。

## 流行文化
- 在哈利·波特系列电影的第六部，《哈利·波特与混血王子》中，千禧桥在食死徒的攻击下垮塌。
- 千禧桥出现在2014年上映的漫威电影宇宙系列电影《银河护卫队》中。
- 这座桥梁也出现在奥利·莫尔斯的歌曲“Heart on My Sleeve”中。